# Развој светског рекорда на 100 метара са препонама за жене
Светски рекорди у дисциплини трчања на 100 метара са препонама у женској конкуренцији, које ИААФ званично признаје, воде се од 1969. године. Први рекорди су мерени ручно (штоперицом).
Да данас (30.6.2017.) ИААФ је ратификовао укупно 22 светска рекорда у женској конкуренцији.

## Ратификовани рекорди

### Рекорди од 1969. — 1976. године
| Време | Ветар   | Електронски | Атлетичарка     | Земља           | Место                           | Датум               | Трајање                       |
| ----- | ------- | ----------- | --------------- | --------------- | ------------------------------- | ------------------- | ----------------------------- |
| 13,3  | 1,0 м/с |             | Карин Балзер    | Источна Немачка | Варшава, Пољска                 | 20. јун 1969.       | 1 месец и 7 дана              |
| 13,3  | 1,3 м/с |             | Тереза Сукњевич | Пољска          | Варшава, Пољска                 | 20. јун 1969.       |                               |
| 13,0  | 1,6 м/с |             | Карин Балзер    | Источна Немачка | Лајпциг, Источна Немачка        | 27. јул 1969.       | 1 месец и 9 дана              |
| 12,9  | 0,7 м/с |             | Карин Балзер    | Источна Немачка | Источни Берлин, Источна Немачка | 5. септембар 1969.  | 9 месеци и 15 дана            |
| 12,8  | 1,3 м/с |             | Тереза Сукњевич | Пољска          | Варшава, Пољска                 | 20. јун 1970.       | 22 дана                       |
| 12,8  | 1,1 м/с | 12,93       | Чи Ченг         | Кинески Тајпеј  | Минхен, Западна Немачка         | 12. јул 1970.       | 14 дана                       |
| 12,7  | 0,4 м/с |             | Карин Балзер    | Источна Немачка | Источни Берлин, Источна Немачка | 26. јул 1970.       | 1 година и 5 дана             |
| 12,7  | 1,6 м/с |             | Тереза Сукњевич | Пољска          | Варшава, Пољска                 | 20. септембар 1970. | 1 година и 5 дана             |
| 12,7  | 1,5 м/с |             | Карин Балзер    | Источна Немачка | Источни Берлин, Источна Немачка | 25. јул 1971.       | 1 година и 5 дана             |
| 12,6  | 1,9 м/с |             | Карин Балзер    | Источна Немачка | Источни Берлин, Источна Немачка | 31. јул 1971.       | 10 месеци и 15 дана           |
| 12,5  | 0,7 м/с |             | Анелисе Ехрхарт | Источна Немачка | Потсдам, Источна Немачка        | 15. јун 1972.       | 13 дана                       |
| 12,5  | 0,9 м/с | 12,93       | Памела Рајан    | Аустралија      | Варшава, Пољска                 | 28. јун 1972.       | 2 месеца и 5 дана             |
| 12,3  | 1,5 м/с | 12,68       | Анелисе Ехрхарт | Источна Немачка | Потсдам, Источна Немачка        | 22. јул 1973.       | 4 године, 10 месеци и 19 дана |

### Рекорди од 1977. године
| Време          | Ветар    | Атлетичарка      | Земља            | Место                        | Датум              | Трајање                       |
| -------------- | -------- | ---------------- | ---------------- | ---------------------------- | ------------------ | ----------------------------- |
| 12,59          | 0,6 м/с  | Анелисе Ехрхарт  | Источна Немачка  | Минхен, Западна Немачка      | 8. септембар 1972. | 10 месеци и 14 дана           |
| 12,48          | 1,9 м/с  | Гражина Рабштин  | Пољска           | Фирт, Западна Немачка        | 10. јун 1978.      | 2 године и 3 дана             |
| 12,36          | 1,9 м/с  | Гражина Рабштин  | Пољска           | Варшава, Пољска              | 13. јун 1980.      | 6 година, 2 месеца и 4 дана   |
| 12,35          | 0,1 м/с  | Јорданка Донкова | Бугарска         | Келн, Западна Немачка        | 17. август 1986.   | 0 дана                        |
| 12,29          | -0,4 м/с | Јорданка Донкова | Бугарска         | Келн, Западна Немачка        | 17. август 1986.   | 21 дан                        |
| 12,26          | 1,5 м/с  | Јорданка Донкова | Бугарска         | Љубљана, Југославија         | 7. септембар 1986. | 11 месеци и 1 дан             |
| 12,25          | 1,4 м/с  | Гинка Загорчева  | Бугарска         | Драма, Грчка                 | 8. август 1987.    | 1 година и 12 дана            |
| 12,21          | 0,7 м/с  | Јорданка Донкова | Бугарска         | Стара Загора, Бугарска       | 20. август 1988.   | 27 година, 11 месеци и 2 дана |
| 12,20 (12,194) | 0,3 м/с  | Кендра Харисон   | Сједињене Државе | Лондон, Уједињено Краљевство | 22. јул 2016.      | 8 година и 308 дана           |